# Любий Френкі
«Любий Френкі» (англ. Dear Frankie) — британський художній фільм Шони Ауербах, знятий в 2004 року. Фільм був номінований на премію «BAFTA» і удостоєний призів міжнародних кінофестивалів у Монреалі і Сіетлі.

## Зміст
Ліззі зі своєю матір'ю Нелл і дев'ятирічним глухим сином Френкі постійно переїжджає з місця на місце, щоб сховатися від агресивного колишнього чоловіка Дейві. Їхнім новим будинком стає  шотландський місто Грінок. Ліззі довгі роки підтримує для сина міф про те, що його батько — моряк, службовець на кораблі «Аккра». Для цього вона регулярно пише Френкі листи від імені Дейві, якого він ніколи не бачив. Коли «Аккра» на кілька днів прибуває в місцевий порт, Ліззі змушена найняти незнайомця, який виконає роль батька Френкі.

## Ролі
| Актор           | Роль          |
| --------------- | ------------- |
| Джек Мак-Елгоун | Френкі        |
| Емілі Мортімер  | Ліззі         |
| Джерард Батлер  | незнайомець   |
| Шерон Маккензі  | медсестра     |
| Кеті Мерфі      | міс Маккендзі |
| Софі Мейн       | дівчина       |
| Мері Ріггенс    | Нелл          |
| Шерон Смолл     | Мері          |

## Знімальна група
- Режисер — Шона Ауербах
- Сценарист — Андреа Гібб
- Продюсер — Керолайн Вуд, Джилліан Беррі, Стівен Еванс
- Композитор — Алекс Геффес